# Patriarca (famiglia)
La famiglia Patriarca è una potente famiglia mafiosa statunitense che opera in attività illecite a Boston, nel Massachusetts, e nel New England. La famiglia è conosciuta anche come Famiglia del New England, Famiglia di Boston, Famiglia di Providence, o anche The Office, ed è divisa in due potenti fazioni: la fazione di Providence e quella di Boston. Attualmente la fazione di Boston è comandata da Carmen DiNunzio, mentre quella di Providence da Matteo Guglielmetti.

## Storia

### Primi anni
La famiglia si originò quale fazione di Boston nel 1916 ad opera di Gaspare Messina. Nel 1917 Frank Morelli fondò la fazione di Providence. Morelli continuò a comandare le operazioni di racket e gioco d'azzardo a Providence (Rhode Island, e nel Maine fino al Connecticut). Nel 1924 Gaspare Messina si dimise da boss della famiglia di Boston e gli succedette il mafioso Philip Buccola dell'East End di Boston. Nel 1930 Messina venne nominato temporaneamente Capo dei Capi di Cosa Nostra, ritiratosi poi nei primi anni '30 si ritirò definitivamente fino alla sua morte nel 1957 nella sua casa a Somerville in Massachusetts. Nel 1931 Buccola nominò suo vice boss Joseph Lombardo. In associazione con lui, condusse una violenta guerra contro le organizzazioni criminali straniere. Nel dicembre dello stesso anno i due fecero assassinare il capo della Gustin Gang di South Boston, Frank Wallace. Poche settimane dopo il boss della Mafia ebraica di Boston, Charles Solomon, venne assassinato e Buccola divenne il mafioso più potente di Boston. Nel 1932 la famiglia di Providence di Frank Morelli si fuse con la famiglia di Boston di Buccola e nacque la Famiglia del New England.
Il 27 aprile 1952 Buccola organizzò una festa a Johnson, in Rhode Island, per festeggiare il suo pensionamento e in questa occasione venne nominato il nuovo boss della famiglia del New England: Raymond Patriarca.
Nel 1954 Buccola si ritirò in Sicilia dove gestiva un allevamento di polli;nel 1987 morì per cause naturali all'età di 101 anni.

### Era Patriarca
Nel 1954 Raymond Patriarca cambiò drasticamente la famiglia e il primo cambio importante fu quello di spostare il comando dell'organizzazione centrale a Providence. La famiglia era nota ai membri come "The Office". Patriarca fu un leader severo e spietato che comandò con successo la sua famiglia criminale per decenni. Patriarca mise subito in chiaro che le altre famiglie criminali non avevano il permesso di operare in New England. Inoltre fu molto abile a mantenere un basso profilo ed ebbe pochi ostacoli dalla polizia. In seguito la famiglia si avventurò in nuovi racket come la pornografia e i narcotici. Anche se l'informatore Vincent Teresa ha continuato a sostenere che Patriarca proibisse il traffico di stupefacenti.
Durante il suo regno come capo, Patriarca formò rapporti d'affari con le famiglie Colombo e Genovese di New York. Patriarca in particolare lavorò con la Famiglia Genovese e decise che il fiume Connecticut sarebbe stato la linea di demarcazione tra le famiglie di New York e il New England. Dunque si giunse ad un accordo: la famiglia del New England controllerebbe il crimine organizzato a Worcester e a Boston, mentre la famiglia Genovese controllerebbe il crimine organizzato a Hartford, Springfield e Albany.
Da lungo tempo il viceboss della famiglia del New England, Enrico Talameo, era anche un membro della Famiglia Bonanno di New York. Patriarca oltre ad avere forti rapporti con le famiglie di New York, aveva anche due investimenti nei casinò di Las Vegas. Un altro vice boss della famiglia Patriarca fu il famoso Gennaro "Gerry" Angiulo che comandò i racket di Boston per anni. Tuttavia ebbe problemi con gli altri membri della famiglia dato Angiulo che non era un membro ufficiale. La cosa si risolse quando Angiulo pagò 100.000 dollari Patriarca. Angiulo di li a poco divenne un elemento di fondamentale importanza per la famiglia controllando tutti i racket principali di Boston e anni dopo divenne il boss della Famiglia.

### Riunione di Apalachin
Nel 1957 i boss delle famiglie della Commissione si riunirono ad Apalachin, frazione di New York. All'incontro ci furono boss del calibro di Joe Bonanno, Carlo Gambino e Vito Genovese. Anche Patriarca partecipò all'incontro e successivamente venne arrestato. La riunione di Apalachin ha attirato un sacco di attenzione sulla famiglia Patriarca da parte della stampa, dell'opinione pubblica e delle forze dell'ordine.
La situazione peggiorò quando nel 1961 venne eletto procuratore distrettuale Robert F.Kennedy. L'FBI lavorò a lungo per trovare degli informatori all'interno della famiglia. L'occasione arrivò nel 1966 quando la polizia arresto Joe Barboza con l'accusa di possesso di armi illegali. Barboza, detto The Animal, era stato un killer per la famiglia Patriarca a Boston e dopo essere arrestato decise di collaborare quando si accorse che Patriarca aveva fatto uccidere due suoi amici e non gli aveva pagato la cauzione. Barboza affermò di aver commesso più di 26 omicidi per conto di Patriarca. Poco dopo divenne un informatore federale e nel 1967 Patriarca e il suo vice Enrico Talameo vennero arrestati per l'omicidio di un allibratore di Providence chiamato Willie Marfeo. Mentre Patriarca era in prigione il capo temporaneo divenne il boss di Boston Gerry Angiulo.
Nel 1974 Patriarca venne rilasciato e riprese il controllo della famiglia. L'11 febbraio 1976 Barboza venne trovato a San Francisco dagli uomini di Patriarca e li assassinato brutalmente dal killer Joseph "JR" Russo.
L'11 luglio 1984 Raymond "Il Padrone" Patriarca morì per un attacco di cuore all'età di 76 anni.

### Declino
Dopo la morte di Patriarca la famiglia del New England iniziò un lungo periodo in declino. Jerry Angiulo tentò di prendere il controllo della famiglia, pur essendo in carcere. Tuttavia il capo mandamento Larry Zannino sostenne il figlio del defunto boss, Raymond Patriarca Jr., per la posizione di boss. La Commissione approvò l'ascesa di Patriarca Jr. e la sua posizione venne confermata. Larry Zannino venne fatto consigliere, tuttavia nel 1987 venne condannato a 30 anni di carcere. Successivamente il boss di Boston,Jerry Angiulo, venne condannato a 45 anni dopo le informazioni carpite grazie al finto informatore James Bulger detto Whitey.
Altri membri della famiglia più anziani morirono o vennero arrestati, come Enrico e Francesco Tameleo. Nel frattempo William Grasso,detto "The Wild Man", capo della fazione di Hartford della famiglia, divenne vice boss a causa della debole leadership del più giovane Patriarca. Le forze dell'ordine arrivarono a pensare che Grasso avesse effettivamente preso la carica di boss, ma queste voci vennero smentite quando Grasso nel giugno del 1989 venne trovato morto, assassinato da gangster della fazione di Springfield della Famiglia e iniziò una lotta per il predominio.
La morte di Grasso indebolì pesantemente la posizione di Patriarca Jr.Dopo un po' il mafioso Nicholas Bianco venne finalmente incriminato per l'omicidio di Grasso, ma divenne vice boss e divenne il capo della fazione di Providence della famiglia.
Il 26 marzo 1990 Patriarca Jr. e altri 20 membri della famiglia vennero arrestati con le accuse di racket, estorsione, gioco d'azzardo, traffico di stupefacenti e omicidio. Tra gli arrestati c'erano il vice boss Nicholas Bianco, il consigliere Giuseppe Russo, e i capi mandamento Biagio Di Giacomo, Vincent Ferrara, Matteo Guglielmetti e Robert Carrozza e altri.
Gli arresti vennero descritti come "l'attacco più potente mai lanciato contro una famiglia del crimine organizzato". Una delle prove più importanti era una registrazione su nastro di una cerimonia di iniziazione a un nuovo membro, a cui hanno partecipato circa 13 mafiosi.
A causa di questo imbarazzo, Patriarca Jr venne sostituito come capo da Bianco, che mantenne un basso profilo. Tuttavia nel 1991 Bianco venne condannato a 11 anni di carcere, mentre altri 8 membri vennero arrestati per accuse di RICO. Bianco morì in carcere nel 1994. Invece Patriarca Jr venne condannato a 8 anni di carcere nel 1992 dopo essersi dichiarato colpevole di accuse di racket. Il 6 gennaio 1992,nel processo RICO tutti gli imputati vennero dichiarati colpevoli. Nel 1993 altri 26 membri della famiglia vennero arrestati per l'omicidio di un allibratore a Boston.

### Anni '90 - Guerra Interna
Frank Salemme divenne boss della famiglia e trasferì la base della famiglia da Providence a Boston. Tuttavia l'ascesa di Salemme accese delle tensioni nella famiglia. Tra il 1991 e il 1992 sei omicidi di mafia fecero pensare ad una guerra interna. Infatti scoppiò una guerra civile contro una fazione di mafiosi rinnegati della famiglia che distribuì morti in tutto il Massachusetts fino al 1996. Nel gennaio 1995 Salemme venne incriminato insieme ai soci di lunga data Stephen Flemmi e James "Whitey" Bulger per accuse di racket. Salemme successivamente venne a conoscenza che Flemmi e Bulger erano stati per anni informatori dell'FBI contro le altre organizzazioni di Boston e che avevano mandato in prigione Jerry Angiulo.
Dopo che Frank Salemme fu imprigionato, si formò una fazione di mafiosi rinnegati ribelli guidata dai capi mandamento Robert F. Carrozza, Anthony Ciampi e Michael P.Romano, che iniziarono una guerra contro i lealisti di Salemme. Nell'aprile del 1997 l'FBI incriminò 15 membri della fazione ribelle tra cui proprio i tre capi mandamento e la guerra finì con il loro arresto.
Il 9 dicembre 1999 Salemme si è dichiarato colpevole di accuse di racket e il 23 febbraio del 2000 venne condannato a 11 anni di prigione. All'inizio del 2001 Salemme accettò di testimoniare contro Flemmi e Bulger della Winter Hill Gang di Boston.

### Anni 2000
Negli ultimi anni la famiglia è stata colpita da molti processi RICO e due capi mandamento (Mark Rossetti e Robert DeLuca) sono diventati informatori federali. Nel 2010 la base della famiglia è tornata ad essere Boston.
Nel 2009 venne nominato boss della famiglia Peter Limone detto Chief Crazy Horse. Tuttavia nello stesso anno venne arrestato per estorsione. Successivamente il 1 luglio 2010 gli fu data la sospensione condizionale della pena.
Il capo in pensione Luigi Manocchio detto "Baby Shacks" è stato arrestato a Fort Lauderdale, in Florida, il 19 gennaio 2011 per estorsione e cospirazione. Manocchio si era dimesso da capo nel 2009 dopo che l'FBI mise sotto controllo due strip club (il "Cadillac Lounge" e il "Satin Doll") alla fine del 2008. Nel febbraio del 2012 Manocchio ha accettato di dichiararsi colpevole e l'11 maggio dello stesso anno è stato condannato a 5 anni per estorsione.
Alla fine del 2009 Anthony Di Nunzio divenne il capo temporaneo della famiglia, dopo l'arresto del boss Peter Limone. Di Nunzio operava dal North End di Boston ed è il fratello minore del capo mandamento Carmen Di Nunzio. Il 25 aprile 2012 è stato arrestato con l'accusa di racket ed estorsione. Il 13 settembre dello stesso anno si è dichiarato colpevole e il 14 novembre 2012 è stato condannato a 6 anni di prigione.
Il 2 ottobre 2014 il capo temporaneo Anthony Spagnolo detto "Spucky",di 72 anni, e il rinomato capo mandamento Pryce Quintina detto "Stretch", di 74 anni, sono stati arrestati con l'accusa di estorcere pagamenti da una società di video poker che ha installato macchine per il gioco d'azzardo illegale in bar e club sociali di Boston. Sia Spagnolo che Quintina erano elementi di spicco da molti anni della fazione di Boston della famiglia criminale Patriarca.

### Posizione attuale
Dopo la condanna di Spagnolo nel dicembre 2015, il capo mandamento Carmen Di Nunzio, detto " The Big Cheese", è diventato capo temporaneo della famiglia e, molto probabilmente, ha cercato di diventare boss ufficiale della famiglia dopo il ritiro ufficiale di Peter Limone. Il capo mandamento Matthew Guglielmetti, detto "Goodlooking Matty", è diventato vice boss sotto Di Nunzio e, successivamente, capo della fazione di Providence della famiglia Patriarca.
Dopo che il consigliere Anthony Parillo, detto "Ponytail Tony", è stato condannato a 5 anni di carcere con l'accusa di aggressione, non è chiaro chi esattamente ha preso il posto di consigliere nella famiglia. 
I probabili successori di Parillo sono:
- Robert Carrozza detto Bobby da East Boston
- Giuseppe Achille da Providence.

## Leadership storica

### Boss (ufficiale e reggente)
- 1916-1924 - Gaspare Messina
- 1924-1954 - Philip Buccola
- 1954-1984 - Raymond Patriarca Sr.
- 1984-1991 - Raymond Patriarca Jr.
- 1991 - Nicholas Bianco
- 1991-1996 - Frank Salemme
  - Reggente 1995-1996 - John Salemme
- 1996-2009 - Luigi Manocchio
- 2009-2017 - Peter Limone
- 2015-Attualmente - Carmen DiNunzio

### Vicecapo
- 2020-2024 - Edward C. "Eddie" Lato Jr.
- 2024-attualmente - sconosciuto

### Consigliere
- 2018-attualmente - sconosciuto

### Caporegime
Fazione Providence
- Joseph Ruggiero Sr.
- Matthew Guglielmetti Jr.

Fazione di Boston
- Gregory Costa
- Frederick Simone
- Vincent Ferrara (citato nella pellicola  black mass  del 2018).

### Soldati
Fazione Providence
- Vito DeLuca
- Anthony Parrillo

Fazione Boston
- Anthony DiNunzio
- Louie DiNunzio
- Giovanni Scarpelli
- Salvatore Marino
- William Angelesco

Fazione Boston East
- Antonio Spagnolo
- Pryce Quintina
- Vincent Gioacchini

- Robert Carrozza
- Carmen Tortora
- Vincent Federico
- Dennis Lepore
- Pasquale Barone
- Darin Bufalino

 Fazione del Connecticut 
- Mariano Grasso

Membri Inattivi
- Luigi Mannocchio
- Raymond "Junior" Patriarca